# شارکا استراچووا
شارکا استراچووا (انگلیسی: Šárka Strachová؛ زادهٔ ۱۱ فوریهٔ ۱۹۸۵) اسکی‌باز آلپاین اهل جمهوری چک است.